# Michele Liuzzi
Michele Liuzzi (ur. 23 lutego 1975) – włoski zapaśnik w stylu wolnym. Olimpijczyk z Atlanty 1996, gdzie zajął szesnaste miejsce w kategorii 57 kg. Dziewiąte miejsce w mistrzostwach świata w 1997. Srebrny medal w mistrzostwach Europy w 1999 i na igrzyskach śródziemnomorskich w 1993. Drugi na mistrzostwach Europy juniorów w 1993 i trzeci w 1991 roku.